# Magydaris ambigua
Magydaris ambigua är en flockblommig växtart som beskrevs av Dc. Magydaris ambigua ingår i släktet Magydaris och familjen flockblommiga växter. Inga underarter finns listade i Catalogue of Life.